# Сороко-Львівська сільська рада
Сороко-Львівська сільська́ ра́да — адміністративно-територіальна одиниця та орган місцевого самоврядування в Пустомитівському районі Львівської області. Адміністративний центр — село Сороки-Львівські.

## Загальні відомості
Сороко-Львівська сільська рада утворена в 1946 році.
- Територія ради: 3,36 км²
- Населення ради: 5 799 осіб (станом на 2001 рік)
- Територією ради протікає річка  Малехівка

## Населені пункти
Сільській раді підпорядковані населені пункти:
- с. Сороки-Львівські
- с. Муроване

## Склад ради
Рада складається з 20 депутатів та голови.
- Голова ради: Петрух Зіновій Володимирович
- Секретар ради: Волошин Лариса Андріївна

### Керівний склад попередніх скликань
| Прізвище, ім'я, по батькові  | Основні відомості                                                                                  | Дата обрання | Дата звільнення |
| ---------------------------- | -------------------------------------------------------------------------------------------------- | ------------ | --------------- |
| Стецевич Василь Йосипович    | Сільський голова, 1960 року народження, член Народного Руху України                                | 26.03.2006   | 31.10.2010      |
| Петрух Зіновій Володимирович | Сільський голова, 1967 року народження, освіта вища, член Всеукраїнського об'єднання «Батьківщина» | 31.10.2010   |                 |

Примітка: таблиця складена за даними сайту Верховної Ради України

### Депутати
За результатами місцевих виборів 2010 року депутатами ради стали:

#### За суб'єктами висування
| Суб'єкт висування | Кількість обраних депутатів | %   |
| ----------------- | --------------------------- | --- |
| Самовисування     | 20                          | 100 |

#### За округами
| № округу | Прізвище, ім'я, по батькові  | Дата визнання обраним | Освіта             | Партійна приналежність                        | Відомості про обраного депутата                                 |
| -------- | ---------------------------- | --------------------- | ------------------ | --------------------------------------------- | --------------------------------------------------------------- |
| 1        | Галянта Галина Миколаївна    | 05.11.2010            | середня            | член Всеукраїнського об'єднання «Батьківщина» | Народний дім с. Сороки-Львівські, директор                      |
| 2        | Лига Ярослав Романович       | 05.11.2010            | вища               | позапартійний                                 | тимчасово не працює                                             |
| 3        | Антохів Василь Іванович      | 05.11.2010            | вища               | член Політичної партії «За Україну!»          | Сороки-Львівська сільська рада, секретар                        |
| 4        | Лига Роман Романович         | 05.11.2010            | вища               | позапартійний                                 | приватний підприємець                                           |
| 5        | Мельничук Ярослав Григорович | 05.11.2010            | середня спеціальна | член Всеукраїнського об'єднання «Батьківщина» | тимчасово не працює                                             |
| 6        | Пелех Мирон Степанович       | 05.11.2010            | вища               | позапартійний                                 | ТзОВ «Домен-Друк», водій                                        |
| 7        | Заяць Василь Романович       | 05.11.2010            | середня            | позапартійний                                 | тимчасово не працює                                             |
| 8        | Гураль Андрій Стефанович     | 05.11.2010            | вища               | позапартійний                                 | тимчасово не працює                                             |
| 9        | Свистун Богдан Ігорович      | 05.11.2010            | вища               | позапартійний                                 | тимчасово не працює                                             |
| 10       | Сидор Богдан Романович       | 05.11.2010            | середня спеціальна | член Всеукраїнського об'єднання «Батьківщина» | тимчасово не працює                                             |
| 11       | Волошин Лариса Андріївна     | 05.11.2010            | вища               | член Політичної партії «Наша Україна»         | пенсіонер                                                       |
| 12       | Вертас Марія Михайлівна      | 05.11.2010            | вища               | позапартійна                                  | ВАТ КБ «Надра» Львівське РУ, головний юрисконсультант           |
| 13       | Заяць Євген Іванович         | 05.11.2010            | середня            | член Всеукраїнського об'єднання «Свобода»     | приватний підприємець                                           |
| 14       | Дорош Роман Орестович        | 05.11.2010            | середня            | позапартійний                                 | Львівський національний університет імені Івана Франка, студент |
| 15       | Капустяк Юрій Богданович     | 05.11.2010            | середня            | член Політичної партії «Наша Україна»         | тимчасово не працює                                             |
| 16       | Дума Михайло Іванович        | 05.11.2010            | вища               | член Всеукраїнського об'єднання «Батьківщина» | Мурованська середня школа, вчитель музики                       |
| 17       | Осміловський Василь Іванович | 01.04.2012            | вища               | член Народного Руху України                   | Сороки-Львівська сільська рада, спеціаліст І категорії          |
| 18       | Лахман Ігор Орестович        | 05.11.2010            | середня спеціальна | позапартійний                                 | ПП «Ремпромбудсервіс», виконавець робіт                         |
| 19       | Зозуля Марія Євгенівна       | 05.11.2010            | вища               | позапартійна                                  | АТЗТ «Атмосфера-центр», головний бухгалтер                      |
| 20       | Деркач Василь Володимирович  | 05.11.2010            | середня спеціальна | позапартійний                                 | тимчасово не працює                                             |